# Осер (графство)

Бургундские графства в IX веке

Гра́фство Осе́р (фр. Comté d'Auxerre) — средневековое бургундское феодальное образование, столицей которого был город Осер.

## История
Как и у большей части других бургундских графств, происхождение графства Осер датируется IX веком. При Каролингах графство Осер принадлежало епископу Осера, который обладал функциями графа и епископа одновременно. При этом епископы давали фьефы сеньорам, беря с них дань.
О первых графах известно мало, сведения о них весьма отрывочны. Пипин Короткий в 768 году призывал графа Осера Эрмено I на борьбу против Аквитании. В 840 году граф Эрмено III — сторонник императора Лотаря, очень вероятно, что он был внуком Эрмено I. В 853 году на королевской ассамблее в Серваисе упоминаются граф Осера Жубер, граф Невера и Буржа Гуго, граф Авалона Нибелунг и граф Тонерра и Лангра Миль.
После мятежа бургундской знати в 858 году король Западно-Франкского королевства Карл II Лысый назначил в 859 году племянников своей матери Юдифи Конрада II графом Осера, а его брата Гуго — светским аббатом монастыря Сен-Жермен д'Осер.
Жерар, регент Прованса при малолетнем короле Карле и граф-герцог Вьенна и Лиона, один из самых могущественных феодалов в Бургундии, в 860 году в местности Fundus Vercellacus на месте предполагаемой могилы Марии Магдалины основал монастырь Везле, ставший одним из самых крупных и богатых бенедиктинских аббатств средневековой Франции. Чтобы гарантировать независимость монастыря, Жерар передал его под защиту папского престола. Папа Николай I этот дар принял.
В 864 году Конрад и Гуго Аббат оставили Карла Лысого и перешли на службу к королю Лотарингии Лотарю II, лишившись своих владений. В том же году Конрад убил светского аббата Сен-Морис д’Агон Юбера по приказу Лотаря II. За это Лотарь вознаградил Конрада, передав ему графства Женева, Вале, Во и Же. Эти графства образовали герцогство Трансюранская Бургундия, позже составившее ядро королевства Верхняя Бургундия.
Следующим правителем графства был маркиз Нейстрии Роберт Сильный, женатый на матери Конрада и Гуго. В 864 году получил территории, расположенные между Сеной и Луарой, позже получившие название «герцогство Франция», в состав которой вошли и Невер с Осером. Он погиб в 866 году в битве с норманнами. Его сыновья были слишком молодые, чтобы унаследовать отцовские владения, поэтому их унаследовал Гуго Аббат, вернувшемуся к Карлу Лысому. В тот же год Жерар получил охрану графства Бурж, поддерживая своего внучатого племянника Гуго II.
В 867 году Жерар вступил в конфликт с Карлом Лысым из-за графства Бурж, поскольку Карл отдал предпочтение графу Эфруа. В начале 868 года Карл Лысый подтвердил передачу монастыря Везле папскому престолу, но вскоре люди Жерара убили графа Эфруа. После этого началась борьба между Карлом и Жераром в Берри, Осере и Авалоне, но сведения о результатах довольно противоречивы: одни источники говорят о победе Карла, другие — о его поражении. Но после смерти Лотаря в 869 году Жерар потерял своё положение, он лишился своих владений и укрылся в Вьенне. В 875 году монахи монастыря Везле из-за нападения бандитов покинули монастырь, на их место Жерар поместил монахов под руководством аббата Эда (ум. 905).
В феврале 880 года король Восточно-Франкского королевства Людовик III Младший решил воспользоваться смертью короля Западно-Франкского королевства Людовика II Заики и захватить королевство, напав на него, но был отбит армией, возглавляемой Гуго Аббатом. В марте Гуго урегулировал вопрос о наследовании во Франции между двумя сыновьями Людовика Заики: Людовик III получил Нейстрию, а Карломан II — Бургундию и Аквитанию. После этого Гуго Аббат стал занимать главенствующую роль в Западно-Франкского королевстве, фактически управляя им до 884 года. Он регулярно боролся против норманнов. В 885 г. император Карл III откупился от норманов, чтобы они не пошли на Париж. Но они опустошили Бургундию. Санс оказал сопротивление, но аббатство Сен-Жермен д'Осер было сожжено.
Гуго умер в мае 886 года, после чего не нашлось равной ему по величине фигуры. Его племянник Ричард Заступник, граф Отёна, начал увеличивать свои владения, завладев графством Осер и аббатством Сен-Жермен д’Осер после смерти Гуго. А после свержения императора Карла III в 887 году началась борьба за наследство империи.
В Западно-Франкском королевстве образовалось несколько партий, каждая выбрала себе короля. Архиепископ Реймса Фульк призвал герцога Сполето Гвидо, который прибыл в начале 888 года в Лангр, где был коронован архиепископом Жилоном. Но 29 февраля 888 года архиепископ Санса Готье в Компьене короновал Эда, сына Роберта Сильного. Гвидо в итоге был вынужден со своими сторонниками отправиться обратно в Италию.
В это время в Бургундии положение также было нестабильно. В Невере граф Ратье (Роже) сближается то с Гуго Буржским, то с Гильомом I Благочестивым, герцогом Аквитании и графом Макона. В Осере граф Жербо, женившийся на Ренрю, дочери графа Лангра Миля II, колеблался между графами Тура, Мелюна и Дижона.
В 911 году норманны под руководством Роллона осадили Осер, но, встретив упорное сопротивление города, сняли осаду.
Начиная с 911 года Осера, Авалона, Отён, Бон, Бриен, Шалон, Дижон, Лангр, Невер, Санс и Труа признают главенство Ричарда Заступника, а в 918 году он принял титул герцога Бургундии.
В 954 году герцог Франции Гуго Великий заставил короля Лотаря отдать ему графства Осер и Санс. В 971—995 годах епископом Осера являлся незаконный сын Гуго, Герберт I, которого в источниках того времени часто именуют графом. В 986 году он призвал аббата Клюни Майеля для того, чтобы тот реформировал аббатство Сен-Жермен д’Осер.
В 996 году после смерти Герберта I епископом Осера стал Жан, но он умер через 2 года. В марте 999 года епископом Осера выбрали графа Шалона Гуго I.

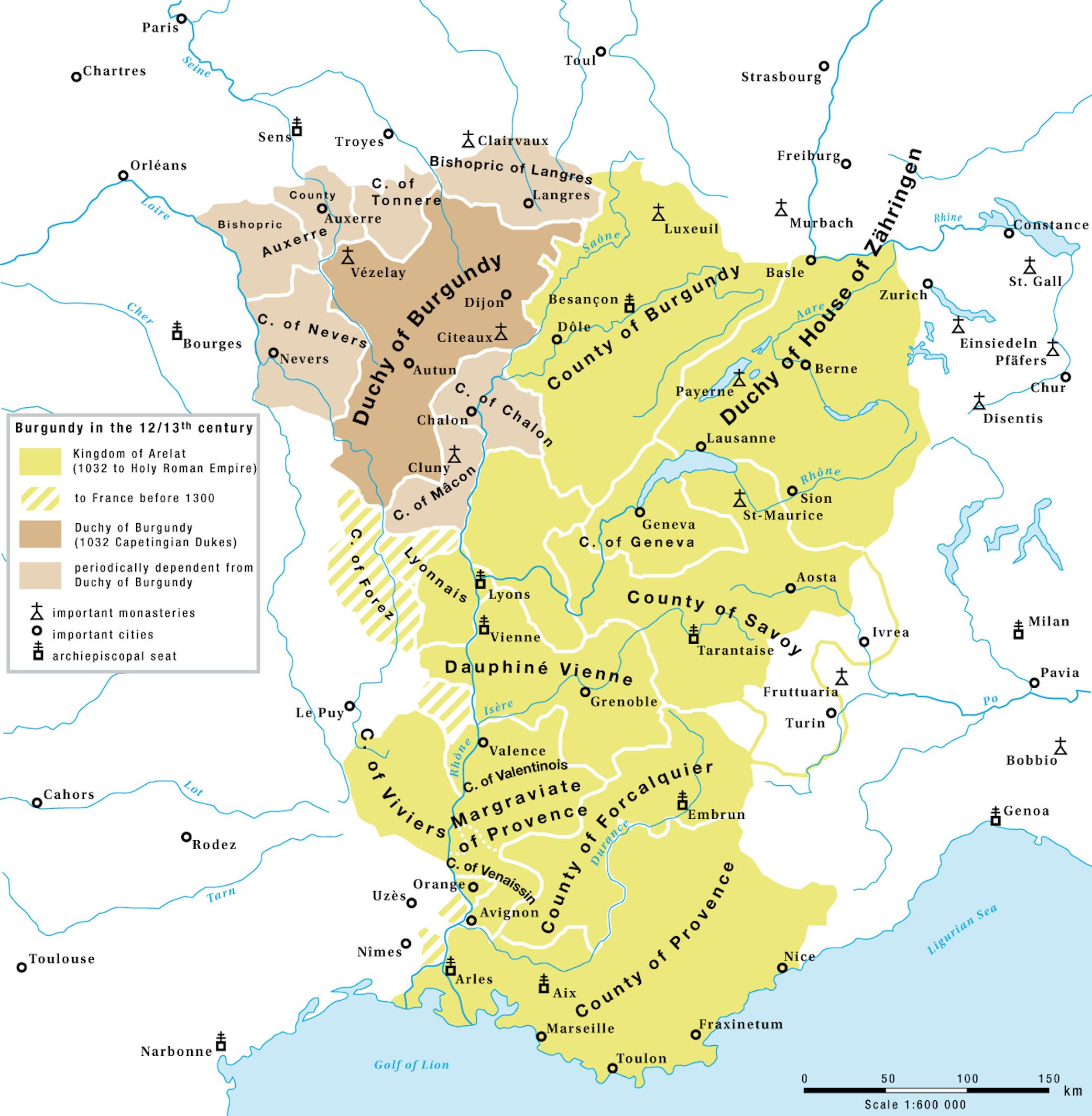
Бургундия в XII—XIII веках

После смерти герцога Бургундии Эда-Генриха бургундская знать признает герцогом Отто-Гильома, графа Бургундии. Его поддержали зять Ландри, граф Невера и граф-епископ Лангра Брюн. Отто-Гильом получил в подчинение Отён, Авалон, Дижон и Бон. Ландри, воспользовавшись отсутствием Гуго де Шалона, захватил Осер. Но права на герцогство предъявил и король Франции Роберт II, которого поддержали Гуго де Шалон и герцог Нормандии Ричард II. Они попытались захватить Осер, но неудачно, после чего ушли в Париж. В 1005 году королевская армия опять появилась в Бургундии, и Ландри капитулировал. В обмен на признание Роберта он выторговал себе титул графа Осера и договорился о браке своего сына Рено и сестры Роберта Адель.

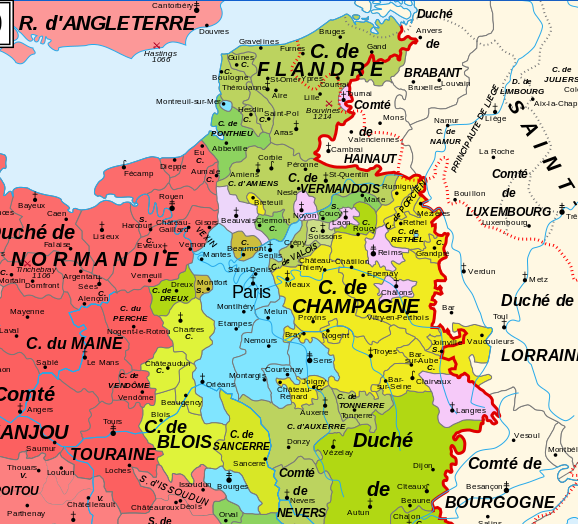
Графство Осер на карте северо-восточной Франции 12 в.

В период с 1005 до 1262 года Осер составлял объединённое графство с Невером, а в 1065 году посредством брака было присоединено ещё и графство Тоннер. Иногда графство ненадолго выделялось в качестве отдельного владения, однако вскоре опять возвращалось обратно к графам Невера.
В 1262 году умерла Матильда Бурбон, жена Эда Бургундского, унаследовавшая в 1257 году графства Невер, Осер и Тоннер. Наследовать все три графства должна была их старшая дочь Иоланда, обручённая (c 1265 года жена) с Жаном Тристаном, сыном Людовика IX. Однако свои претензии выдвинули её сёстры и их мужья. Окончательное решение было принято парламентом в 1273 году, когда три дочери Эда и Матильды унаследовали по одному графству каждая: Иоланда получила графство Невер (в итоге оно перешло к её сыну от 2-го брака, Людовику I де Дампьеру), Маргарита (1251—1308) — графство Тоннер, а Алиса, бывшая замужем за Жаном Шалонским — графство Осер.
После смерти Алисы в 1279 году Осер унаследовал её сын Гильом. Кроме того, в 1293 году ему досталось ещё и графство Тоннер, которое завещала графиня Маргарита, не имевшая наследников. Графство Тоннер было отдано в приданое Жанне, дочери Гильома, а после её смерти в 1360 году вернулось к Жану II графу Осера, её брату. В 1359—1360 годах в ходе военных действий Столетней войны графство Осер было разорено. В 1370 году Жан IV де Шалон-Осер, управлявший графством Осер от имени отца, Жана III, продал это графство королю Франции за 31 000 ливров. В результате графство Осер оказалось включено в состав королевского домена.
По условиям Аррасского договора 1435 года графство Осер было передано Бургундскому герцогству, а по Аррасскому договору 1482 года возвращено в королевский домен.